# Gran Premio de la Comunidad Valenciana
El Gran Premio de la Comunidad Valenciana (en valenciano: Gran Premi de la Comunitat Valenciana) es una carrera de motociclismo de velocidad que se corre en el Circuito Ricardo Tormo desde el año 1999 como parte del calendario del Campeonato Mundial de Motociclismo. Es una de las cuatro fechas de dicha competencia que se celebra en España, junto con el Gran Premio de España de Motociclismo, el Gran Premio de Cataluña de Motociclismo y el Gran Premio de Aragón de Motociclismo. La edición de 2024 fue cancelada debido a las fuertes inundaciones creadas por la DANA. Su presencia en el Campeonato del Mundo está asegurada como mínimo hasta 2026 gracias al acuerdo alcanzado entre la Generalidad Valenciana y Dorna.

## Ganadores del Gran Premio de la Comunidad Valenciana

### Ganadores múltiples (Pilotos)
| # Victorias | Piloto            | Victorias | Victorias              |
| # Victorias | Piloto            | Categoría | Años Ganador           |
| ----------- | ----------------- | --------- | ---------------------- |
| 7           | Dani Pedrosa      | MotoGP    | 2007, 2009, 2012, 2017 |
| 7           | Dani Pedrosa      | 250 cc    | 2004, 2005             |
| 7           | Dani Pedrosa      | 125 cc    | 2002                   |
| 4           | Jorge Lorenzo     | MotoGP    | 2010, 2013, 2015, 2016 |
| 3           | Casey Stoner      | MotoGP    | 2008, 2011             |
| 3           | Casey Stoner      | 125 cc    | 2003                   |
| 3           | Miguel Oliveira   | Moto2     | 2017, 2018             |
| 3           | Miguel Oliveira   | Moto3     | 2015                   |
| 3           | Marc Márquez      | MotoGP    | 2014, 2019             |
| 3           | Marc Márquez      | Moto2     | 2012                   |
| 2           | Valentino Rossi   | MotoGP    | 2003, 2004             |
| 2           | Marco Melandri    | 250 cc    | 2002                   |
| 2           | Marco Melandri    | MotoGP    | 2005                   |
| 2           | Héctor Faubel     | 125 cc    | 2006, 2007             |
| 2           | Mika Kallio       | 250 cc    | 2007                   |
| 2           | Mika Kallio       | 125 cc    | 2005                   |
| 2           | Héctor Barberá    | 250 cc    | 2009                   |
| 2           | Héctor Barberá    | 125 cc    | 2004                   |
| 2           | Maverick Viñales  | Moto3     | 2013                   |
| 2           | Maverick Viñales  | 125 cc    | 2011                   |
| 2           | Francesco Bagnaia | MotoGP    | 2021, 2023             |

### Ganadores múltiples (constructores)
| # Victorias | Constructor | Victorias | Victorias                                                  |
| # Victorias | Constructor | Categoría | Años Ganador                                               |
| ----------- | ----------- | --------- | ---------------------------------------------------------- |
| 19          | Honda       | MotoGP    | 2002, 2003, 2005, 2007, 2009, 2011, 2012, 2014, 2017, 2019 |
| 19          | Honda       | 250 cc    | 1999, 2001, 2004, 2005                                     |
| 19          | Honda       | Moto3     | 2017, 2019, 2020, 2021                                     |
| 19          | Honda       | 125 cc    | 2002                                                       |
| 14          | Aprilia     | 250 cc    | 2002, 2003, 2006, 2009                                     |
| 14          | Aprilia     | 125 cc    | 1999, 2000, 2003, 2004, 2006, 2007, 2008, 2008, 2010, 2011 |
| 11          | KTM         | Moto2     | 2017, 2018, 2019                                           |
| 11          | KTM         | 250 cc    | 2007                                                       |
| 11          | KTM         | Moto3     | 2012, 2013, 2014, 2015, 2016, 2018                         |
| 11          | KTM         | 125 cc    | 2005                                                       |
| 9           | Yamaha      | MotoGP    | 2004, 2010, 2013, 2015, 2016, 2020                         |
| 9           | Yamaha      | 500 cc    | 1999, 2000                                                 |
| 9           | Yamaha      | 250 cc    | 2000                                                       |
| 5           | Kalex       | Moto2     | 2015, 2016, 2020, 2021, 2022                               |
| 5           | Ducati      | MotoGP    | 2006, 2008, 2018, 2021, 2023                               |
| 3           | Suter       | Moto2     | 2012, 2013, 2014                                           |
| 2           | Gilera      | 250 cc    | 2008                                                       |
| 2           | Gilera      | 125 cc    | 2001                                                       |
| 2           | Suzuki      | MotoGP    | 2022                                                       |
| 2           | Suzuki      | 500 cc    | 2001                                                       |

### Ganadores múltiples (países)
| # Victorias | País        | Victorias | Victorias                                                        |
| # Victorias | País        | Categoría | Años Ganador                                                     |
| ----------- | ----------- | --------- | ---------------------------------------------------------------- |
| 32          | España      | MotoGP    | 2007, 2009, 2010, 2012, 2013, 2014, 2015, 2016, 2017, 2019, 2022 |
| 32          | España      | 500 cc    | 2001                                                             |
| 32          | España      | Moto2     | 2012, 2013, 2015, 2020, 2021, 2022, 2023                         |
| 32          | España      | 250 cc    | 2004, 2005, 2009                                                 |
| 32          | España      | 125 cc    | 2002, 2004, 2006, 2007, 2009, 2011                               |
| 32          | España      | Moto3     | 2013, 2017, 2021, 2022                                           |
| 14          | Italia      | MotoGP    | 2003, 2004, 2005, 2018, 2020, 2021, 2023                         |
| 14          | Italia      | Moto2     | 2011                                                             |
| 14          | Italia      | 250 cc    | 2002, 2008                                                       |
| 14          | Italia      | Moto3     | 2020                                                             |
| 14          | Italia      | 125 cc    | 1999, 2000, 2008                                                 |
| 6           | Australia   | MotoGP    | 2006, 2008, 2011                                                 |
| 6           | Australia   | 500 cc    | 2000                                                             |
| 6           | Australia   | Moto3     | 2014                                                             |
| 6           | Australia   | 125 cc    | 2003                                                             |
| 4           | Japón       | 250 cc    | 1999, 2000, 2001                                                 |
| 4           | Japón       | Moto3     | 2023                                                             |
| 3           | Francia     | 500 cc    | 1999                                                             |
| 3           | Francia     | Moto2     | 2016                                                             |
| 3           | Francia     | 250 cc    | 2003                                                             |
| 3           | Portugal    | Moto2     | 2017, 2018                                                       |
| 3           | Portugal    | Moto3     | 2015                                                             |
| 2           | San Marino  | 250 cc    | 2006                                                             |
| 2           | San Marino  | 125 cc    | 2001                                                             |
| 2           | Reino Unido | Moto 3    | 2012                                                             |
| 2           | Reino Unido | 125 cc    | 2010                                                             |

### Por año
| Año  | Circuito      | Moto3          | Moto3       | Moto2           | Moto2       | MotoGP            | MotoGP      |
| Año  | Circuito      | Piloto         | Constructor | Piloto          | Constructor | Piloto            | Constructor |
| ---- | ------------- | -------------- | ----------- | --------------- | ----------- | ----------------- | ----------- |
| 2023 | Ricardo Tormo | Ayumu Sasaki   | Husqvarna   | Fermín Aldeguer | Boscoscuro  | Francesco Bagnaia | Ducati      |
| 2022 | Ricardo Tormo | Izan Guevara   | Gas Gas     | Pedro Acosta    | Kalex       | Álex Rins         | Suzuki      |
| 2021 | Ricardo Tormo | Xavier Artigas | Honda       | Raúl Fernández  | Kalex       | Francesco Bagnaia | Ducati      |
| 2020 | Ricardo Tormo | Tony Arbolino  | Honda       | Jorge Martín    | Kalex       | Franco Morbidelli | Yamaha      |

| Año  | Circuito      | MotoE        | MotoE       | MotoE        | MotoE       | Moto3         | Moto3       | Moto2       | Moto2       | MotoGP       | MotoGP      |
| Año  | Circuito      | Carrera 1    | Carrera 1   | Carrera 2    | Carrera 2   | Moto3         | Moto3       | Moto2       | Moto2       | MotoGP       | MotoGP      |
| Año  | Circuito      | Piloto       | Constructor | Piloto       | Constructor | Piloto        | Constructor | Piloto      | Constructor | Piloto       | Constructor |
| ---- | ------------- | ------------ | ----------- | ------------ | ----------- | ------------- | ----------- | ----------- | ----------- | ------------ | ----------- |
| 2019 | Ricardo Tormo | Eric Granado | Energica    | Eric Granado | Energica    | Sergio García | Honda       | Brad Binder | KTM         | Marc Márquez | Honda       |

| Año  | Circuito      | Moto3              | Moto3       | Moto2            | Moto2       | MotoGP           | MotoGP      |
| Año  | Circuito      | Piloto             | Constructor | Piloto           | Constructor | Piloto           | Constructor |
| ---- | ------------- | ------------------ | ----------- | ---------------- | ----------- | ---------------- | ----------- |
| 2018 | Ricardo Tormo | Can Öncü           | KTM         | Miguel Oliveira  | KTM         | Andrea Dovizioso | Ducati      |
| 2017 | Ricardo Tormo | Jorge Martín       | Honda       | Miguel Oliveira  | KTM         | Dani Pedrosa     | Honda       |
| 2016 | Ricardo Tormo | Brad Binder        | KTM         | Johann Zarco     | Kalex       | Jorge Lorenzo    | Yamaha      |
| 2015 | Ricardo Tormo | Miguel Oliveira    | KTM         | Esteve Rabat     | Kalex       | Jorge Lorenzo    | Yamaha      |
| 2014 | Ricardo Tormo | Jack Miller        | KTM         | Thomas Lüthi     | Suter       | Marc Márquez     | Honda       |
| 2013 | Ricardo Tormo | Maverick Viñales   | KTM         | Nicolás Terol    | Suter       | Jorge Lorenzo    | Yamaha      |
| 2012 | Ricardo Tormo | Danny Kent         | KTM         | Marc Márquez     | Suter       | Dani Pedrosa     | Honda       |
| Año  | Circuito      | 125 cc             | 125 cc      | Moto2            | Moto2       | MotoGP           | MotoGP      |
| Año  | Circuito      | Piloto             | Constructor | Piloto           | Constructor | Piloto           | Constructor |
| 2011 | Ricardo Tormo | Maverick Viñales   | Aprilia     | Michele Pirro    | Moriwaki    | Casey Stoner     | Honda       |
| 2010 | Ricardo Tormo | Bradley Smith      | Aprilia     | Karel Abraham    | FTR         | Jorge Lorenzo    | Yamaha      |
| Año  | Circuito      | 125 cc             | 125 cc      | 250 cc           | 250 cc      | MotoGP           | MotoGP      |
| Año  | Circuito      | Piloto             | Constructor | Piloto           | Constructor | Piloto           | Constructor |
| 2009 | Ricardo Tormo | Julián Simón       | Aprilia     | Héctor Barberá   | Aprilia     | Dani Pedrosa     | Honda       |
| 2008 | Ricardo Tormo | Simone Corsi       | Aprilia     | Marco Simoncelli | Gilera      | Casey Stoner     | Ducati      |
| 2007 | Ricardo Tormo | Héctor Faubel      | Aprilia     | Mika Kallio      | KTM         | Dani Pedrosa     | Honda       |
| 2006 | Ricardo Tormo | Héctor Faubel      | Aprilia     | Alex de Angelis  | Aprilia     | Troy Bayliss     | Ducati      |
| 2005 | Ricardo Tormo | Mika Kallio        | KTM         | Dani Pedrosa     | Honda       | Marco Melandri   | Honda       |
| 2004 | Ricardo Tormo | Héctor Barberá     | Aprilia     | Dani Pedrosa     | Honda       | Valentino Rossi  | Yamaha      |
| 2003 | Ricardo Tormo | Casey Stoner       | Aprilia     | Randy de Puniet  | Aprilia     | Valentino Rossi  | Honda       |
| 2002 | Ricardo Tormo | Dani Pedrosa       | Honda       | Marco Melandri   | Aprilia     | Alex Barros      | Honda       |
| Año  | Circuito      | 125 cc             | 125 cc      | 250 cc           | 250 cc      | 500 cc           | 500 cc      |
| Año  | Circuito      | Piloto             | Constructor | Piloto           | Constructor | Piloto           | Constructor |
| 2001 | Ricardo Tormo | Manuel Poggiali    | Gilera      | Daijiro Kato     | Honda       | Sete Gibernau    | Suzuki      |
| 2000 | Ricardo Tormo | Roberto Locatelli  | Aprilia     | Shinya Nakano    | Yamaha      | Garry McCoy      | Yamaha      |
| 1999 | Ricardo Tormo | Gianluigi Scalvini | Aprilia     | Tohru Ukawa      | Honda       | Régis Laconi     | Yamaha      |